# FK Jelgava
Maillots
Actualités
Le FK Jelgava est un club letton de football fondé en 1977 et basé à Jelgava.

## Historique
- 1977 - 1979 : Metālists Jelgava
- 1980 - 1987 : Automobilists Jelgava
- 1988 - 1995 : RAF Jelgava
- 1996 : RAF Riga
- 1997 : Universitāte Riga
- 2001 - 2003 : RAF Jelgava
- Depuis 2004 : FK Jelgava

## Bilan sportif

### Palmarès
- Championnat de Lettonie
  - Vice-champion (2) : 1992 et 1994

- Coupe de Lettonie
  - Vainqueur (7) : 1988, 1993, 1996, 2010, 2014, 2015 et 2016.
  -  Finaliste (1) : 2019

- Championnat de Lettonie D2
  - Champion (1) : 2009

### Bilan européen
Note : dans les résultats ci-dessous, le score du club est toujours donné en premier
| Saison    | Compétition  | Tour             | Club                 | Domicile | Extérieur | Total  |
| --------- | ------------ | ---------------- | -------------------- | -------- | --------- | ------ |
| 2010-2011 | Ligue Europa | Deuxième tour Q  | Molde FK             | 2 - 1    | 0 - 1     | 2 - 2E |
| 2014-2015 | Ligue Europa | Premier tour Q   | Rosenborg BK         | 0 - 2    | 0 - 4     | 0 - 6  |
| 2015-2016 | Ligue Europa | Premier tour Q   | Litex Lovetch        | 1 - 1    | 2 - 2     | 3E - 3 |
| 2015-2016 | Ligue Europa | Deuxième tour Q  | Rabotnički Skopje    | 1 - 0    | 0 - 2     | 1 - 2  |
| 2016-2017 | Ligue Europa | Premier tour Q   | Breiðablik Kópavogur | 2 - 2    | 3 - 2     | 5 - 4  |
| 2016-2017 | Ligue Europa | Deuxième tour Q  | Slovan Bratislava    | 3 - 0    | 0 - 0     | 3 - 0  |
| 2016-2017 | Ligue Europa | Troisième tour Q | Beitar Jérusalem     | 1 - 1    | 0 - 3     | 1 - 4  |
| 2017-2018 | Ligue Europa | Premier tour Q   | Ferencváros TC       | 0 - 1    | 0 - 2     | 0 - 3  |

Légende
- Victoire ou qualification pour le tour suivant
- Match nul
- Défaite ou élimination de la compétition